# Steve Morse
Steven J. Morse (Hamilton, Ohio, 28 de julho de 1954) é um guitarrista e compositor de rock norte-americano, conhecido por sua carreira solo e por seus trabalhos no Dixie Dregs e o no Deep Purple. Sua carreira abrange o rock, country, funk, jazz e fusões destes gêneros. Morse também tocou com a banda Kansas, com o supergrupo Flying Colors e tocou com o Deep Purple desde 1994 até 2022.

## Biografia
Morse nasceu em 28 de julho de 1954 em Hamilton, Ohio. Seu pai era um ministro e sua mãe uma pianista clássica, e ambos eram psicólogos. A família mudou-se para o Tennessee e depois para Ypsalanti, Michigan, onde Morse passou sua infância. Embora já estivesse familiarizado com o piano e a clarineta, logo ele se interessou pela guitarra que o conduziu à sua verdadeira carreira musical.
Ele trabalhou brevemente com seu irmão Dave em uma banda chamada The Plague até que sua família se mudou para Augusta, Georgia. Lá conheceu o baixista Andy West com quem formou o núcleo do Dixie Grit. Inicialmente tocavam covers de Led Zeppelin e Cream, mas isto limitava a banda. Morse e West passaram a tocar como um dueto sob o nome Dixie Dregs até Morse ser expulso da escola na 10ª série por se recusar a cortar o cabelo. Após a expulsão, Morse entrou na escola de música da Universidade de Miami.
Durante a década de 1970. Andy West, velho amigo, junto com Morse, colaborou num projeto de laboratório chamado Rock Ensemble II, junto com o baterista Bart Yarnall, tecladista Frank Josephs e violinista Allen Sloan. Tocando composições de Morse na escola fez com que ele ganhasse alguma credibilidade como compositor e como músico.

### Dixie Dregs
Após sua graduação em 1975, Morse e West passaram a tocar oficialmente como Dixie Dregs. Em 1976 os Dixie Dregs
fecharam um contrato de gravação com o selo Capricorn, onde gravaram 3 discos até a falência da gravadora
em 1979. Em 1979 os Dregs assinaram contrato com a Arista, onde lançaram dois álbuns.

### Steve Morse Band
Tendo cumprido as obrigações contratuais com a Arista, a banda cansou-se das pressões de turnês constantes e dispersou-se em 1983. Morse formou a Steve Morse Band, um trio com Jerry Peek (baixo) e Doug Morgan (bateria). Rod Morgenstein logo substituiu Morgan e com esta formação, gravaram o primeiro álbum do grupo, The Introduction, em Setembro.
A banda fez turnê pela Alemanha no começo de 1984, com Morse fazendo workshops e assim foram contratados pela Elektra que lançou o álbum já gravado, The Introduction, no meio do ano. Uma segunda turnê foi realizada pela Alemanha, em Dezembro, e no ano seguinte foi lançado o álbum Stand Up. Este contou com a participação dos vocalistas e guitarristas, (Eric Johnson, Alex Ligertwood, Peter Frampton, Albert Lee, Van Temple), e também o violinista Mark O'Connor.

### Deep Purple

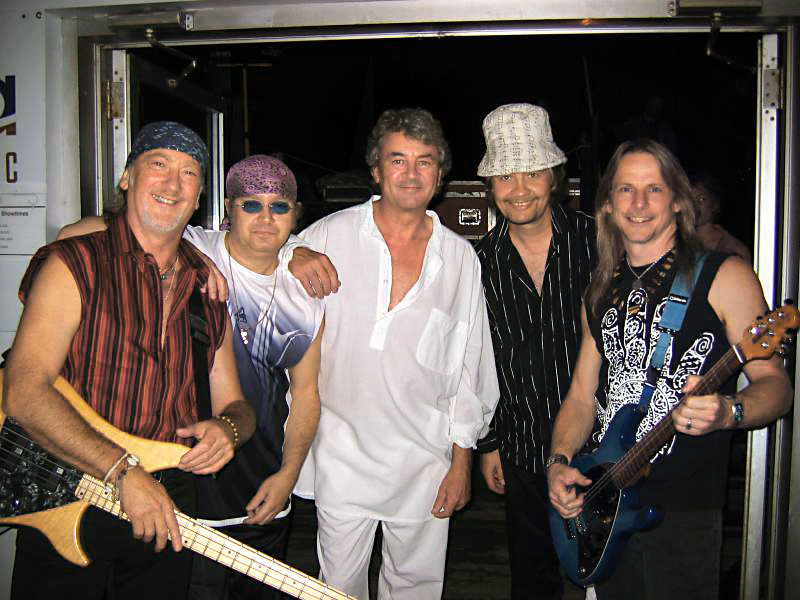
Steve Morse (à direita) junto com Deep Purple em 2004

Em 1994, o guitarrista Ritchie Blackmore abandonou o Deep Purple no meio de uma turnê. Joe Satriani
tocou voluntariamente no lugar de Blackmore para terminar a turnê, e Morse foi contratado pela banda logo em
seguida.
Em 2003, sem deixar o Deep Purple, Morse formou o Living Loud com Jimmy Barnes, Bob Daisley,
Lee Kerslake e Don Airey, onde tocavam composições próprias e covers de Ozzy Osbourne.
Em 2022, Steve Morse deixou o Deep Purple para auxiliar a esposa Janine no tratamento de um câncer.

### Flying Colors
Em 2012, juntou-se a Mike Portnoy, Casey McPherson, Dave LaRue e Neal Morse para formar a banda Flying Colors. Até o momento, o supergrupo lançou os álbuns Flying Colors e Second Nature.

## Discografia

### Solo
| Lançamento | Álbum                                                  | Tipo                                              | Notas |
| ---------- | ------------------------------------------------------ | ------------------------------------------------- | ----- |
| 1989       | High Tension Wires                                     | Estúdio                                           |       |
| 2000       | Major Impacts                                          | Estúdio - Músicas com referências a outras bandas |       |
| 2004       | Major Impacts 2                                        | Estúdio - Músicas com referências a outras bandas |       |
| 2005       | Prime Cuts – From Steve Morse's Magna Carta sessions   | Coletânea                                         |       |
| 2009       | Prime Cuts 2 – From Steve Morse's Magna Carta sessions | Coletânea                                         |       |
| 2016       | The Sessions                                           | Estúdio                                           |       |

### com a "Steve Morse Band"
| Lançamento | Álbum                                  | Tipo    | Notas  |
| ---------- | -------------------------------------- | ------- | ------ |
| 1984       | The Introduction                       | Estúdio |        |
| 1985       | Stand Up                               | Estúdio |        |
| 1991       | Southern Steel                         | Estúdio |        |
| 1992       | Coast to Coast                         | Estúdio |        |
| 1995       | Structural Damage                      | Estúdio |        |
| 1996       | StressFest                             | Estúdio |        |
| 2002       | Split Decision                         | Estúdio |        |
| 2008       | Cruise Control - Live in New York 1992 | Ao Vivo | CD/DVD |
| 2009       | Out Standing in Their Field            | Estúdio |        |

### com oDixie Dregs
| Lançamento | Álbum                                           | Tipo    | Notas                                 |
| ---------- | ----------------------------------------------- | ------- | ------------------------------------- |
| 1976       | The Great Spectacular                           | Estúdio | Independente. Relançado em CD em 1997 |
| 1977       | Free Fall                                       | Estúdio |                                       |
| 1978       | What If                                         | Estúdio |                                       |
| 1979       | Night Of The Living Dregs                       | Estúdio |                                       |
| 1980       | Dregs Of The Earth                              | Estúdio |                                       |
| 1981       | Unsung Heroes                                   | Estúdio |                                       |
| 1982       | Industry Standard                               | Estúdio |                                       |
| 1988       | Off The Record                                  | Estúdio | Demo for Ensoniq synthesizers         |
| 1992       | Bring 'Em Back Alive                            | Ao vivo |                                       |
| 1994       | Full Circle                                     | Estúdio |                                       |
| 1997       | King Biscuit Flower Hour Presents Dixie Dregs   | Ao vivo | Gravado em 17 de Junho de 1979        |
| 2000       | California Screamin'                            | Ao vivo |                                       |
| 2005       | Live At Montreux 1978                           | Ao vivo | DVD                                   |
| 2008       | Live In Connecticut 2001 (+ Cruise Control)     | Ao vivo | CD / DVD                              |
| 2015       | Wages Of Weirdness (CD)/Travel Tunes (download) | Ao vivo |                                       |

### com oKansas
| Lançamento | Álbum                                    | Tipo    | Notas                         |
| ---------- | ---------------------------------------- | ------- | ----------------------------- |
| 1986       | Power                                    | Estúdio |                               |
| 1988       | In the Spirit of Things                  | Estúdio |                               |
| 1998       | King Biscuit Flower Hour Presents Kansas | Ao vivo | Recorded on February 14, 1989 |
| 2009       | There's Know Place Like Home             | Live    | CD/DVD                        |

### com oDeep Purple
| Lançamento | Álbum                                                 | Tipo    | Notas                                                                                 |
| ---------- | ----------------------------------------------------- | ------- | ------------------------------------------------------------------------------------- |
| 1995       | Bombay Calling                                        | Ao Vivo | DVD / Digital Download                                                                |
| 1996       | Purpendicular                                         | Estúdio |                                                                                       |
| 1997       | Live at The Olympia '96                               | Ao Vivo |                                                                                       |
| 1998       | Abandon                                               | Estúdio |                                                                                       |
| 1999       | Total Abandon Australia '99                           | Ao Vivo | CD / DVD                                                                              |
| 2000       | In Concert with The London Symphony Orchestra         | Ao Vivo |                                                                                       |
| 2001       | Live at the Rotterdam Ahoy                            | Ao vivo | Limited Edition                                                                       |
| 2001       | The Soundboard Series                                 | Ao Vivo | box set with 6 double CDs                                                             |
| 2002       | Perihelion                                            | Ao vivo | DVD                                                                                   |
| 2002       | Live At The Nec                                       | Ao vivo | DVD                                                                                   |
| 2003       | Bananas                                               | Studio  |                                                                                       |
| 2004       | Live Encounters....                                   | Ao vivo | CD / DVD, Recorded at Spodek, Katowice, 3 June 1996                                   |
| 2005       | Rapture of the Deep                                   | Estúdio |                                                                                       |
| 2006       | Live at Montreux 1996                                 | Ao vivo | CD / DVD                                                                              |
| 2007       | Live At Montreux 2006: They All Came Down To Montreux | Ao vivo | CD / DVD                                                                              |
| 2008       | Around The World Live                                 | Ao vivo | four DVD box-set                                                                      |
| 2008       | Over Zurich                                           | Ao vivo | DVD, Limited Edition                                                                  |
| 2011       | Live At Montreux 2011                                 | Ao vivo | CD / DVD, with Orchestra                                                              |
| 2013       | Now What?!                                            | Estúdio |                                                                                       |
| 2013       | The Now What?! Live Tapes                             | Ao vivo | Limited Edition                                                                       |
| 2014       | Celebrating Jon Lord At The Royal Albert Hall         | Ao vivo | CD / DVD, with Bruce Dickinson, Glenn Hughes, Paul Weller, Rick Wakeman & Many Others |
| 2014       | Live In Verona 2011                                   | Ao vivo | CD / DVD, with Orchestra                                                              |
| 2015       | From The Setting Sun... (in Wacken)                   | Ao vivo | CD / DVD                                                                              |
| 2015       | ... To The Rising Sun (in Tokyo)                      | Ao vivo | CD / DVD                                                                              |
| 2017       | Infinite                                              | Studio  |                                                                                       |
| 2017       | The Now What?! Live Tapes Vol. 2                      | Ao vivo | Limited Edition                                                                       |
| 2017       | The inFinite Live Recordings, Pt. 1                   | Ao vivo | Limited Edition                                                                       |
| 2020       | Whoosh!                                               | Estúdio |                                                                                       |

### com outros Artistas
| Lançamento | Banda/Artista                           | Álbum                                   | Tipo    | Notas                               |
| ---------- | --------------------------------------- | --------------------------------------- | ------- | ----------------------------------- |
| 1979       | Evening Pastoral                        | Rob Cassels                             | Estúdio |                                     |
| 1996       | Crossfire, Salute to Stevie Ray Vaughan | Vários Artistas                         | Estúdio | Faixa número 3, tocando Travis Walk |
| 2004       | Living Loud                             | Living Loud                             | Estúdio |                                     |
| 2010       | Angelfire                               | Angelfire (Steve Morse & Sarah Spencer) | Estúdio |                                     |